# Uściany Stare
Uściany Stare (do 31 grudnia 2014 Stare Uściany, niem. Alt Uszanny, 1905–1945 Grünheide) – wieś w Polsce, położona w województwie warmińsko-mazurskim, w powiecie piskim, w gminie Pisz.

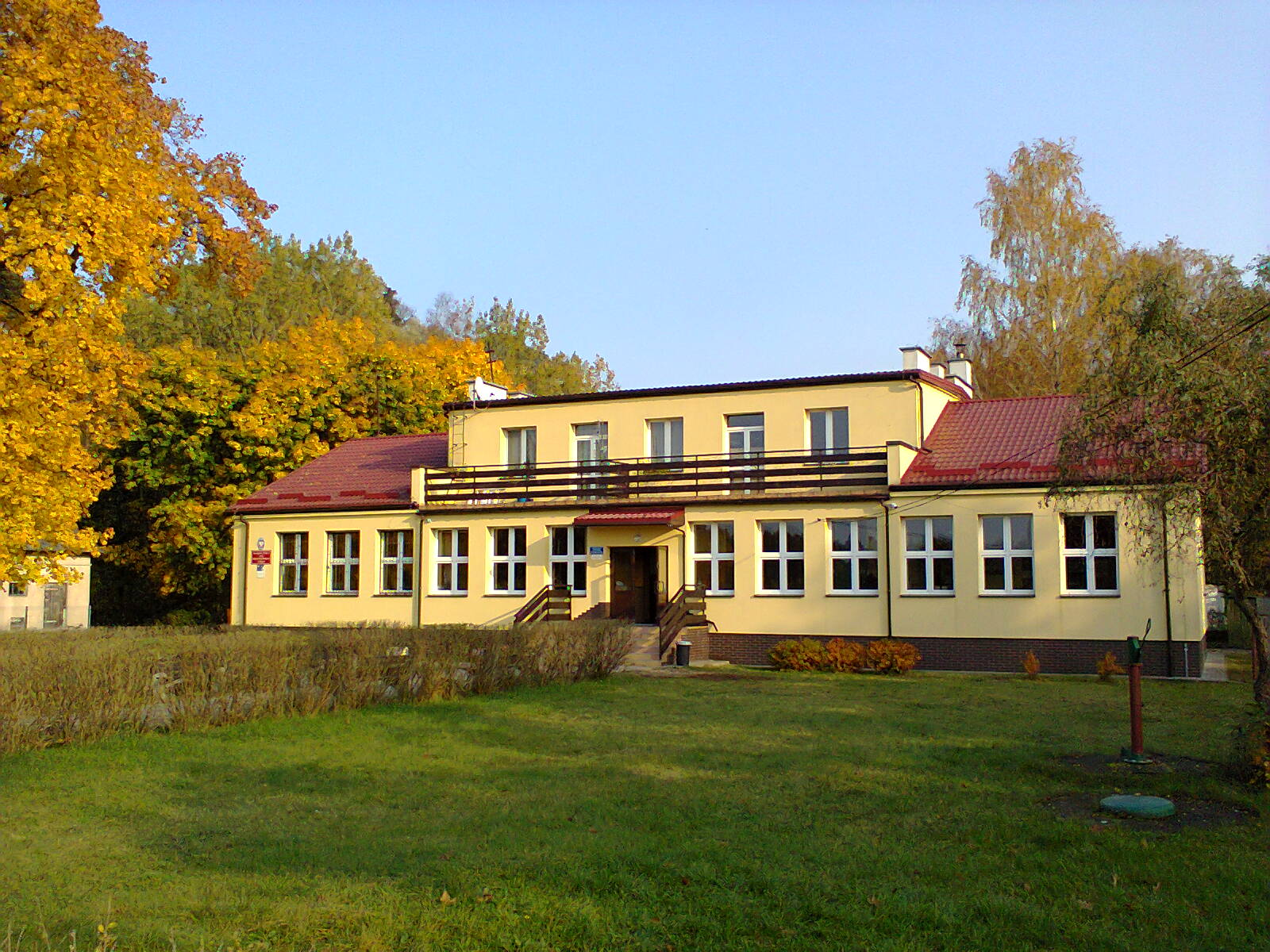
Uściany Stare – Szkoła Podstawowa

W latach 1975–1998 miejscowość administracyjnie należała do województwa suwalskiego.
Wieś powstała w 1803 roku jako kolejna z niewielkich osad położonych na południe od Jeziora Nidzkiego. Mieszkańcy zatrudnieni byli przede wszystkim przy procesie wydobywania rudy darniowej, dostarczanej następnie do pobliskich hut – albo też przy wyrębie lasów i transporcie drewna do tartaków.
Szkołę we wsi założono w 1854 roku. W 1935 roku uczęszczało do niej 79 dzieci, a pracował jeden nauczyciel. W 1926 roku nauczyciel ze Starych Uścian opisywał trudności, na jakie napotyka w nauce języka niemieckiego: "Wyrażanie się ustne [uczniów] jest i pozostaje słabe. Przyczyny tego należy upatrywać właśnie w ‘języku ojczystym’. W większości wypadków podają niemiecki, ale w rzeczywistości jest to mazurski. I to się tak szybko nie zmieni; chyba żeby za używanie tej żałosnej mieszanki językowej groziła kara śmierci […]. Ja tego języka nie trawię – sit venia verbo. – Zostałem nawet przed panem radcą szkolnym oskarżony, że wymyślam Mazurom". Słowa te znakomicie ilustrują zarówno sytuację niemieckich nauczycieli na Mazurach, jak i mazurskich uczniów (oraz ich rodziców).
Na północny zachód od wsi znajdują się Nowe Uściany (niem. Neu Uszanny), które powstały w 1822 roku; w 1930 roku nazwę urzędowo zmieniono na Fichtenwalde; w 1939 roku liczyły 98 mieszkańców.
Aktualnie Stare Uściany są siedzibą sołectwa.
Liczba mieszkańców w poszczególnych latach:

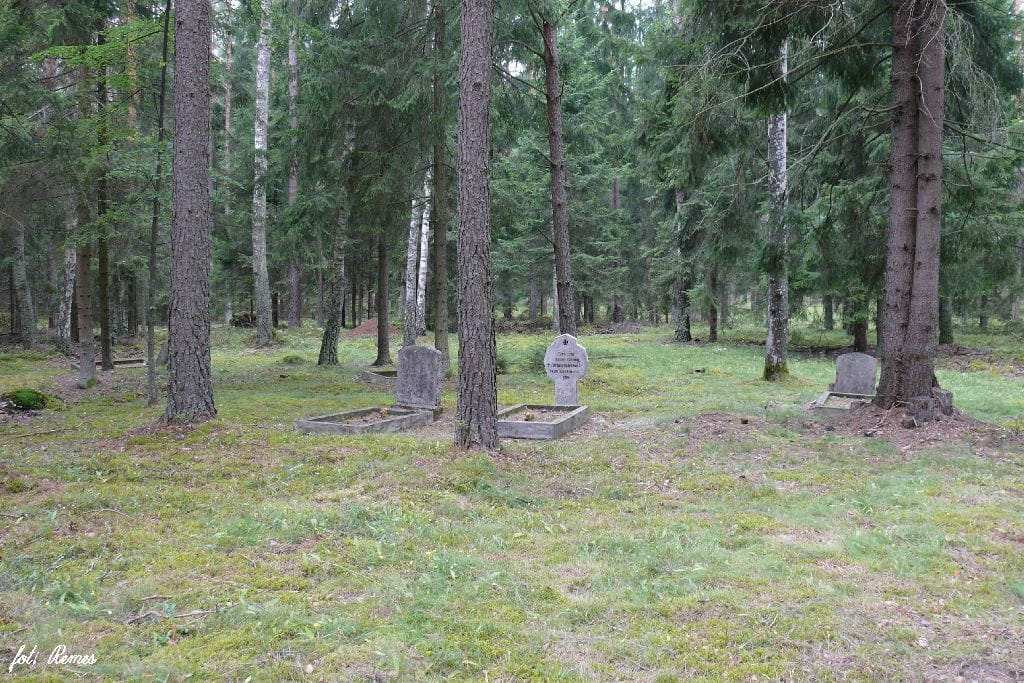
Dawny cmentarz ewangelicki z XIX wieku, na południowy zachód od wsi

- 1857 r. – 138 osób

- 1864 r. – 159 osób

- 1867 r. – 193 osoby

- 1933 r. – 187 osób

- 1939 r. – 169 osób

- 1988 r. – 136 osób[potrzebny przypis]